# گاور (میزوری)
گاور (به انگلیسی: Gower) یک شهر در ایالات متحده آمریکا است که در میزوری واقع شده‌است. گاور ۲٫۵۹ کیلومتر مربع مساحت و ۱٬۵۲۶ نفر جمعیت دارد و ۲۸۸ متر بالاتر از سطح دریا فرار دارد.